# Squalicorax
A Squalicorax a porcos halak (Chondrichthyes) osztályának heringcápa-alakúak (Lamniformes) rendjébe, ezen belül a fosszilis Anacoracidae családjába tartozó fosszilis nem.

## Tudnivalók
A Squalicorax (magyarul: „varjúcápa”), egy kihalt heringcápa, amely a kréta kor idején élt. Kansas államban egy kifejlett, 1,9 méter hosszú Squalicoraxot Squalicorax falcatus találtak. A kréta korban Kansas a Nyugati Belső Víziút fenekén feküdt. Sok fogkövületet találtak Európában, Észak-Afrikában és Észak-Amerika más részein is. A legnagyobb fogból kiindulva a tudósok 5 méter hosszúnak tekintik a legnagyobb példányt, ez a Squalicorax pristodontus fajhoz tartozik.
A cápa ragadozó életmódot folytatott, de dögöket is fogyasztott, mert egy hadroszaurusz lábcsontján Squalicoraxhoz tartozó fognyomok vannak. A Squalicorax teknősökkel, mosasauruszokkal, ichthyodectesekkel, más csontos halakkal és egyéb tengeri élőlényekkel táplálkozott.
|  |

## Rendszerezés
Ebből a nemből eddig 18 fajt fedeztek fel:
- Squalicorax africanus Cappetta, 1991
- Squalicorax appendiculatus Agassiz in Geinitz, 1839
- Squalicorax baharijensis Stromer, 1927
- Squalicorax bassanii Gemmellaro, 1920
- Squalicorax bernardezi Guinot, Uunderwood, Cappetta & Ward, 2013
- Squalicorax coquandi Vullo, Cappetta & Neraudeau, 2007
- Squalicorax curvatus Williston, 1900
- Squalicorax falcatus Agassiz, 1843
- Squalicorax heterodon Reuss, 1845
- Squalicorax kaupi Agassiz, 1843
- Squalicorax kugleri Leriche, 1938
- Squalicorax lindstromi Davis, 1890
- Squalicorax primigenius Landemaine, 1991
- Squalicorax priscoserratus Siverson, Lindgren & Kelley, 2007
- Squalicorax pristodontus Agassiz, 1843
- Squalicorax sagisicus Glikman, 1980
- Squalicorax volgensis Glikman, 1971
- Squalicorax yangaensis Dartevelle & Casier, 1943

### Fordítás
- Ez a szócikk részben vagy egészben  a   Squalicorax című angol Wikipédia-szócikk ezen változatának fordításán alapul.  Az eredeti cikk szerkesztőit annak laptörténete sorolja fel. Ez a jelzés csupán a megfogalmazás eredetét és a szerzői jogokat jelzi, nem szolgál a cikkben szereplő információk forrásmegjelöléseként.